# Huetia
Huetia – rodzaj ssaków z podrodziny złotokrecików (Amblysominae) w obrębie rodziny złotokretowatych (Chrysochloridae).

## Rozmieszczenie goegraficzne
Rodzaj obejmuje gatunki występujące w zachodniej, środkowej i wschodniej Afryce.

## Morfologia
Długość ciała (bez ogona) 63–126 mm, długość tylnej stopy 9–10 mm; brak danych dotyczących masy ciała.

## Systematyka
Rodzaj zdefiniował w 1942 roku szwajcarski zoolog Lothar Forcart w artykule zatytułowanym Wkład w wiedzę o owadożernej rodzinie Chrysochloridae, opublikowanym w czasopiśmie „Revue suisse de zoologie”. Gatunkiem typowym jest (oryginalne oznaczenie) złotokrecinek kongijski (H. leucorhina). 

### Etymologia
Huetia: Joseph Huet (1827–1903), francuski teriolog.

### Podział systematyczny
Takson tradycyjnie umieszczany jako podrodzaj w obrębie Calcochloris, jednak badania filogenetyczne oparte na cechach morfologicznych i danych molekularnych wspierają odrębność rodzajową. Do rodzaju należą następujące gatunki:
| Grafika | Gatunek           | Autor i rok opisu | Nazwa zwyczajowa           | Podgatunki         | Rozmieszczenie geograficzne | Podstawowe wymiary                 | Status IUCN |
| ------- | ----------------- | ----------------- | -------------------------- | ------------------ | --- | ---------------------------------- | ----------- |
|         | Huetia leucorhina | (Huet, 1885)      | złotokrecinek kongijski    | 2 podgatunki       | południowy Kamerun, południowo-zachodnia Republika Środkowoafrykańska i północne Kongo, także izolowane populacje w południowo-wschodnim Gabonie, Demokratycznej Republice Konga i północnej Angoli | DC: 6,3–12,6 cm MC: brak danych    | DD          |
|         | Huetia tytonis    | (Simonetta, 1968) | złotokrecinek płomykówkowy | gatunek monotypowy | endemit Somalii: znany tylko z miejsca typowego w Guiahar | DC: brak danych cm MC: brak danych | NE          |

Kategorie IUCN:  DD  – gatunki o nieokreślonym stopniu zagrożenia;  NE  – gatunki niepoddane jeszcze ocenie.